# Sezemice, Pardubice
Sezemice là một thị trấn thuộc huyện Pardubice, vùng Pardubický, Cộng hòa Séc.